# RXTE
RXTE（英: Rossi X-ray Timing Explorer）は、アメリカ合衆国のX線天文衛星。

## 概要
1995年12月30日にケープ・カナベラルからデルタロケットによって打ち上げられた。当初、XTEと呼ばれていたが、1996年初めに、Bruno RossiにちなんでRossi XTE (RXTE)に名称が変更された。
RXTEはPCA（Proportional Counter Array）、HEXTE（High-Energy X-ray Timing Experiment）、ASM（All Sky Monitor）という3つの観測機器を搭載しており、ブラックホール、中性子星、X線パルサー、X線バーストからのX線の時間変化を観測した。
2012年1月4日に最後の観測データを送り、翌1月5日に運用を終了した。

## 落下の危険性
2012年1月末、NASAは、RXTEは2014年から2023年の間に制御不能状態で落下し、1/1,000の確率で人に被害を与える可能性があることを明らかにした。このリスクは、NASAの人工衛星再突入時に容認しているリスク(1/10,000）よりも10倍高い値であり、2011年秋に落下騒動を起こしたUARSの1/3,200、ROSATの1/2,000よりも高い値となる。
この衛星は1995年12月に打ち上げられたもので、NASAの軌道上デブリに関する最初のガイドラインが作成される4か月前であった。
なお、RXTEは軌道変更のための推進薬を搭載していない衛星のため、軌道投入後も再突入の制御を行うことはできない状態であった。
ただし、この衛星の軌道傾斜角は23度と低いため、中高緯度地域へ落下することはない。

## 業績
RXTEによる観測データは、一般相対性理論により予測される慣性系の引きずり効果の証明に使用されている。
2006年1月、中間質量ブラックホール候補であるM82 X-1の位置決定に使用されたと発表された。
2008年4月RXTEの観測データは知られている内で最小のブラックホールのサイズを推測されることに使用された。